# Døde i 2008
Døde i 2008  er en liste over notable personer, der er afgået ved døden i 2008 . 

## Januar
| - Edmund Hillary - Brad Renfro - Suzanne Pleshette - Bobby Fischer - Heath Ledger - Suharto |

- 1. januar – Lucas Sang, kenyansk atlet (født 1961).
- 2. januar – George MacDonald Fraser, britisk forfatter (født 1925).
- 3. januar – Choi Yo-Sam, sydkoreansk bokser (født 1972).
- 4. januar – Stig Claesson, svensk forfatter (født 1928).
- 4. januar – Jens Harald Quistgaard, dansk designer (født 1919).
- 7. januar – Philip Agee, tidligere CIA-agent og forfatter (født 1935).
- 8. januar – Michael Varming, dansk byplanlægger og arkitekt (født 1939).
- 10. januar – Maila Nurmi alias Vampira, amerikansk skuespiller og tv-vært (født 1921).
- 10. januar – Finn Bentzen, dansk tegner, forfatter, producer og instruktør (født 1934).
- 11. januar – Edmund Hillary, new zealandsk bjergbestiger (født 1919).
- 12. januar – Stanisław Wycech, polsk veteran fra første verdenskrig (født 1902).
- 15. januar – Brad Renfro, amerikansk skuespiller (født 1982).
- 15. januar – Jason MacIntyre, britisk cykelrytter (født 1973).
- 15. januar – Eduardo Hontiveros, filippinsk katolsk præst (født 1923).
- 16. januar – Otto Steen Due, dansk klassisk filolog og oversætter (født 1939).
- 16. januar – Tom M. Jensen, dansk maler, tegner og forfatter (født 1924).
- 17. januar – Bobby Fischer, amerikansk skakstormester (født 1943).
- 19. januar – Suzanne Pleshette, amerikansk skuespiller (født 1937).
- 21. januar – Bill Elliott, engelsk fodboldspiller (født 1925).
- 22. januar – Heath Ledger, australsk skuespiller (født 1979).
- 23. januar – Stein Rønning, norsk karateudøver (født 1965).
- 24. januar – Palle Reinert, dansk sanger og musiker (Blue Boys) (født 1930).
- 26. januar – George Habash, palæstinensisk leder (født 1926).
- 26. januar – Christian Brando, amerikansk morder – søn af Marlon Brando (født 1958).
- 27. januar – Suharto, indonesisk præsident (født 1921).
- 28. januar – Henrik Leth, dansk galopreferent (født 1930).
- 29. januar – Margaret Truman Daniel, amerikansk forfatter og datter af præsident Harry S. Truman (født 1924).
- 30. januar – Peter Dalhoff-Nielsen, dansk journalist og forfatter (født 1924).

## Februar
| - Joshua Lederberg - Roy Scheider - Alain Robbe-Grillet - Janez Drnovšek - Ivan Rebroff |

- 1. februar – Shell Kepler, amerikansk skuespillerinde (født 1958).
- 2. februar – Joshua Lederberg, amerikansk molekylærbiologi (født 1925).
- 3. februar – Ralph Oppenhejm, dansk forfatter (født 1924).[1]
- 5. februar – Maharishi Mahesh Yogi, indisk religiøs leder (født 1917).
- 6. februar – Tony Rolt, engelsk racerkører (født 1918).
- 8. februar – Eva Dahlbeck, svensk skuespiller og forfatter (født 1920).
- 8. februar – Mogens Absalonsen, dansk direktør (født 1928).
- 9. februar – Robert DoQui, amerikansk skuespiller (født 1934).
- 10. februar – Roy Scheider, amerikansk skuespiller (født 1932).
- 10. februar – Inga Nielsen, dansk operasangerinde (født 1946).
- 10. februar – Ove Jørstad, norsk fodboldspiller (født 1970).
- 11. februar – Alfredo Reinado, østtimorsk officer og oprørsleder (født 1968).
- 12. februar – Imad Mughniyeh, libanesisk Hizbollah-leder og terrrorist (født 1962).
- 12. februar – Badri Patarkatsisjvili, georgisk forretningsmand og politiker (født 1955).
- 13. februar – Kon Ichikawa, japansk filminstruktør (født 1915).
- 14. februar – Perry Lopez, amerikansk skuespiller (født 1929).
- 15. februar – Steve Fossett, amerikansk eventyrer (født 1944).
- 16. februar – Boris Khmelnitsky, russisk skuespiller (født 1940).
- 17. februar – Klaus-Dieter Baumgarten, tysk generaloberst (født 1931).
- 18. februar – Alain Robbe-Grillet, fransk forfatter og filminstruktør (født 1922).
- 19. februar – Emily Perry, engelsk skuespillerinde (født 1907).
- 21. februar – Ben Chapman, amerikansk skuespiller (født 1925).
- 21. februar – Evan Mecham, amerikansk guvernør (født 1924).
- 22. februar – Rubens de Falco, brasiliansk skuespiller (født 1931).
- 23. februar – Janez Drnovšek, den slovensk præsident og premierminister (født 1950).
- 24. februar – Larry Norman, amerikansk musiker (født 1947).
- 26. februar – Bodil Udsen, dansk skuespillerinde (født 1925).
- 26. februar – Aage Hansen, Rav-Aage, dansk fisker og miljøaktivist (født 1924).
- 27. februar – Ivan Rebroff, tysk sanger (født 1931).
- 28. februar – Ove Guldberg, tidligere dansk minister (født 1918).
- 29. februar – Erik Ortvad, dansk COBRA-kunstner (født 1917).

## Marts
| - Arthur C. Clarke - Richard Widmark |

- 2. marts – Jeff Healey, canadisk guitarist (født 1966).
- 2. marts – Paul Raymond, engelsk klubejer og bladkonge (født 1925)
- 2. marts – Jørgen Jensen, dansk arkæolog og museumsinspektør (født 1936).
- 2. marts – Sigrid Lütken, dansk billedhugger (født 1915).
- 3. marts – Giuseppe Di Stefano, italiensk operasanger (født 1921).
- 4. marts – Gary Gygax, amerikansk forfatter (født 1938).
- 5. marts – Joseph Weizenbaum, tysk-amerikansk datalog (født 1923).
- 5. marts – Poul Erik Søe, dansk højskoleforstander, forfatter og journalist (født 1937).
- 7. marts – Bjarne Rydstrøm, dansk sanger (Blue Boys) (født 1925).
- 8. marts – Ernst Meyer (lærer), sydslesvigsk skolemand, politiker og kulturpersonlighed (født 1926).
- 12. marts – Lazare Ponticelli, den sidste overlevende franske veteran fra Første Verdenskrig (født 1897).
- 12. marts – Steinar Kvale, norsk professor (født 1938).
- 16. marts – Ola Brunkert, svensk trommeslager (født 1946).
- 18. marts – Anthony Minghella, britisk filminstruktør (født 1954).
- 18. marts – Stig Husted-Andersen, dansk erhvervsmand og rigmand (født 1944).
- 18. marts – Poul Svensson, dansk debattør og forfatter (født 1921).
- 19. marts – Arthur C. Clarke, britisk science-fictionforfatter (født 1917).
- 19. marts – Hugo Claus, flamsk forfatter, maler og filminstruktør (født 1929).
- 19. marts – Paul Scofield, britisk skuespiller (født 1922).
- 22. marts – Israel López Valdés, cubansk musiker (født 1918).
- 24. marts – Richard Widmark, amerikansk skuespiller (født 1914).
- 24. marts – Neil Aspinall, britisk musik-producer kendt som "Den 5. Beatle" (født 1941).
- 25. marts – Abby Mann, amerikansk filmforfatter (født 1927).
- 27. marts – Hans Christian Ægidius, dansk skuespiller (født 1933)
- 29. marts – Mette Koefoed Bjørnsen, dansk cand.polit. og forligsmand (født 1920).
- 30. marts – Dith Pran, cambodiansk fotojournalist og flygtning fra Khmer Rouge, portrætteret i filmen The Killing Fields fra 1984 (født 1942).
- 31. marts – Jules Dassin, amerikansk filminstruktør og manuskriptforfatter (født 1911).

## April
| - Charlton Heston |

- 2. april – Mona Seilitz, svensk skuespillerinde (født 1943).
- 3. april – Varvara Hasselbalch, dansk baronesse og fotograf (født 1920).
- 3. april – Hrvoje Ćustić, kroatisk fodboldspiller (født 1983).
- 5. april – Charlton Heston, amerikansk skuespiller (født 1923).
- 7. april – Mark Speight, engelsk tv-vært (født 1965).
- 8. april – Poul Eefsen, dansk jurist og politidirektør (født 1925).
- 9. april – Daniela Klemenschits, østrigsk tennispiller (født 1982).
- 10. april – Ernesto Corripio Ahumada, mexicansk kardinal (født 1919).
- 12. april – Patrick Hillery, irsk præsident (født 1923).
- 13. april – John Archibald Wheeler, amerikansk teoretisk fysiker (født 1911).
- 14. april – Ollie Johnston, amerikansk animator (født 1912).
- 15. april – Hazel Court, engelsk skuespillerinde (født 1926).
- 15. april – Benoît Lamy, belgisk manuskriptforfatter og filminstruktør (født 1945).
- 16. april – Edward Lorenz, amerikansk matematiker og meteorolog (født 1917).
- 17. april – Danny Federici, amerikansk musiker (født 1950).
- 17. april – Aimé Césaire, fransk forfatter og politiker fra Martinique (født 1913).
- 18. april – Joy Page, amerikansk skuespillerinde (født 1924).
- 19. april – Alfonso López Trujillo, colombiansk kardinal (født 1935).
- 21. april – Al Wilson, amerikansk sanger (født 1939).
- 22. april – Niels Bernhart, dansk kapelmester (født 1946).
- 24. april – Jimmy Giuffre, amerikansk klarinetist og saxofonist (født 1921).
- 25. april – Humphrey Lyttelton, engelsk jazzmusiker (født 1921).
- 29. april – Albert Hofmann, schweizisk kemiker, der først fremstillede LSD (født 1906).
- 29. april – Claus Nissen, dansk skuespiller (født 1938).
- 29. april – Julie Ege, norsk model og skuespillerinde (født 1943).

## Maj
| - Irena Sendler - Sydney Pollack |

- 1. maj – Philipp Freiherr von Boeselager, tysk officer fra anden verdenskrig (født 1917).
- 1. maj – Deborah Jeane Palfrey, amerikansk bordelmutter (født 1956) – selvmord.
- 1. maj – Anthony Mamo, maltesisk politiker og præsident (født 1909).
- 2. maj – Beverlee McKinsey, amerikansk skuespillerinde (født 1940).
- 3. maj – Leopoldo Calvo Sotelo, spansk politiker (født 1926).
- 8. maj – François Sterchele, belgisk fodboldspiller (født 1982) – trafikulykke.
- 11. maj – Ole Fritsen, dansk fodboldtræner (født 1941).
- 12. maj – Irena Sendler, polsk humanist (født 1910).
- 12. maj – Robert Rauschenberg, amerikansk kunstner (født 1925).
- 15. maj – Finn Haunstoft, dansk kanoroer (født 1928).
- 15. maj – Willis Eugene Lamb, amerikansk fysiker (født 1913).
- 21. maj – Ernst Meyer, dansk skuespiller (født 1932).
- 24. maj – Jens Rosing, grønlandsk forfatter og billedkunstner (født 1925).
- 24. maj – Robert Knox, britisk skuespiller (født 1989) (knivdræbt).
- 26. maj – Sydney Pollack, amerikansk filminstruktør (født 1934).
- 28. maj – Sven Davidson, svensk tennisspiller (født 1928).
- 29. maj – Harvey Korman, amerikansk skuespiller (født 1927).

## Juni
| - Mel Ferrer - Tjingiz Ajtmatov - Cyd Charisse - Jean Delannoy |

- 1. juni – Yves Saint-Laurent, fransk modeskaber (født 1936).
- 2. juni – Mel Ferrer, amerikansk filmskuespiller og -producer (født 1917).
- 2. juni – Bo Diddley, amerikansk rhythm and blues-sanger, sangskriver og guitarist (født 1928).
- 4. juni – Agata Mróz-Olszewska, polsk volleyball-spiller (født 1982).
- 6. juni – Saeko Himuro, japansk forfatter (født 1957).
- 8. juni – Šaban Bajramović, serbisk musiker (født 1936).
- 9. juni – Algis Budrys, amerikansk science-fiction forfatter (født 1931).
- 10. juni – Tjingiz Ajtmatov, russisk forfatter (født 1928).
- 12. juni – Flemming Arnholm, dansk filminstruktør og filmselskabsdirektør (født 1945).
- 13. juni – Tim Russert, amerikansk journalist (født 1950).
- 15. juni – Stan Winston, amerikansk special effectsmand og makeupartist (født 1946).
- 16. juni – Mario Rigoni Stern, italiensk forfatter (født 1921).
- 17. juni – Cyd Charisse, amerikansk danser og skuespiller (født 1922).
- 18. juni – Jean Delannoy, fransk filminstruktør (født 1908).
- 19. juni – Bennie Swain, amerikansk basketballspiller (født 1933).
- 22. juni – George Carlin, amerikansk stand-upkomiker, skuespiller og forfatter (født 1937).
- 23. juni – Arthur Chung, guyansk politiker (født 1918).
- 24. juni – Leonid Hurwicz, amerikansk økonom (født 1917).
- 25. juni – Lyall Watson, sydafrikansk forfatter (født 1939).
- 26. juni – Lilyan Chauvin, amerikansk skuespillerinde (født 1925).
- 29. juni – Don S. Davis, amerikansk skuespiller (født 1942).
- 30. juni – Peter Bistrup, dansk atletikleder (født 1934)

## Juli
| - Jesse Helms - Evelyn Keyes - Bronisław Geremek |

- 1. juli – Mogens Glistrup, dansk advokat og partistifter (født 1926).
- 3. juli – Harald Heide Steen Jr., norsk skuespiller (født 1939).
- 4. juli – Jesse Helms, amerikansk senator (født 1921).
- 4. juli – Evelyn Keyes, amerikansk skuespillerinde (født 1916).
- 5. juli – Thomas Winding, dansk forfatter (født 1936).
- 6. juli – Bobby Durham, amerikansk jazzmusiker (født 1937).
- 7. juli – Anne Braad, dansk præst (født 1947).
- 8. juli – Gutte Eriksen, dansk keramiker (født 1918).
- 9. juli – Charles H. Joffe, amerikansk filmproducer (født 1929).
- 10. juli – Jakob Ejersbo, dansk forfatter (født 1968).
- 12. juli – Reinhard Fabisch, tysk fodboldspiller (født 1950).
- 13. juli – Bronisław Geremek, polsk politiker og historiker (født 1932).
- 14. juli – Henki Kolstad, norsk skuespiller (født 1915).
- 15. juli – György Kolonics, ungarsk roer (født 1972).
- 16. juli – Per Henriksen, dansk skibsreder (født 1919).
- 18. juli – Tauno Marttinen, finsk komponist (født 1912).
- 20. juli – Wava Armfeldt, dansk hofdame (født 1924).
- 22. juli – Estelle Getty, amerikansk skuespillerinde (født 1923).
- 22. juli – Greg Burson, amerikansk skuespiller (født 1949).
- 24. juli – Norman Dello Joio, amerikansk komponist (født 1913).
- 25. juli – Johnny Griffin, amerikansk jazzsaxofonist (født 1928).
- 25. juli – Randy Pausch, amerikansk forfatter og datalog (født 1960).
- 27. juli – Youssef Chahine, egyptisk filminstruktør (født 1926).
- 28. juli – Suzanne Tamim, libanesisk sanger (født 1977).

## August
| - Aleksandr Solsjenitsyn - Hua Guofeng |

- august – Keld Bech Christensen, dansk maler (født 1941).
- 1. august – Pauline Baynes, engelsk illustrator (født 1922).
- 3. august – Aleksandr Solsjenitsyn, russisk forfatter (født 1918).
- 4. august – Johnny Thio, belgisk fodboldspiller (født 1944).
- 8. august – Antonio Gava, italiensk politiker (født 1930).
- 9. august – Bernie Mac, amerikansk skuespiller og komiker (født 1957).
- 9. august – Mahmoud Darwish, palæstinensisk digter (født 1941).
- 10. august – Isaac Hayes, amerikansk soul-sanger og skuespiller (født 1942).
- 11. august – Fred Sinowatz, østrigsk politiker (født 1929).
- 12. august – Christie Allen, australsk sangerinde (født 1954).
- 13. august – Henri Paul Cartan, fransk matematiker (født 1904).
- 15. august – Willy Omme, dansk galleriejer og kunsthandler (født 1931).
- 16. august – Ronnie Drew, irsk folkemusiker (født 1934).
- 16. august – Otto Leisner, dansk radio- og tv-vært (født 1917).
- 18. august – Jeannette Eyerly, amerikansk forfatter (født 1908).
- 19. august – Levy Mwanawasa, zambiansk præsident (født 1948).
- 20. august – Hua Guofeng, kinesisk kommunistisk politiker (født 1921).
- 22. august – Erik Thommesen, dansk billedhugger (født 1916).
- 23. august – Jimmy Cleveland, amerikansk jazztrombonist (født 1926).
- 24. august – Wei Wei, kinesisk forfatter (født 1920).
- 25. august – Josef Tal, israelsk komponist og forfatter (født 1910).
- 28. august – Phil Hill, amerikansk racerkører (født 1927).
- 30. august – Anna Sommer-Jensen, dansk radiomedarbejder (Frøken Klokken) (født 1918).
- 31. august – Ken Campbell, engelsk skuespiller (født 1941).

## September
| - Paul Newman |

- 1. september – Don LaFontaine, amerikansk stemmeskuespiller (født 1940).
- 2. september – Arne Domnérus, svensk jazzmusiker (født 1924).
- 2. september – Niels Jørgensen, dansk medlem af Blekingegadebanden (født 1954).
- 3. september – R. Askou-Jensen, dansk maler og lærer (født 1914).
- 4. september – Alain Jaquet, fransk maler (født 1939).
- 5. september – Benjamin Schou, dansk offer for en voldsom politi-anholdelse (født 1973).
- 6. september – Anita Page, amerikansk skuespillerinde (født 1910).
- 11. september – Preben Møller Hansen, dansk restauratør, sømandsboss og folketingsmedlem (født 1929).
- 12. september – Eddie Karnil, dansk skuespiller (født 1936).
- 12. september – David Foster Wallace, amerikansk forfatter (født 1962).
- 15. september – Richard Wright, engelsk musiker i Pink Floyd (født 1943).
- 15. september – Aage Bojsen-Møller, dansk højskoleforstander og sejlsportsmand (født 1926).
- 16. september – Norman Whitfield, amerikansk pladeproducent og sangskriver (født 1940).
- 18. september – Mauricio Kagel, argentinsk-tysk komponist (født 1931).
- 19. september – Earl Palmer, amerikansk trommeslager (født 1924).
- 20. september – Kamilla Bech Holten, dansk skuespiller, sanger og studievært (født 1972).
- 21. september – Mary Garber, amerikansk sportsforfatter (født 1916).
- 22. september – Thomas Dörflein, tysk dyrepasser (født 1963).
- 22. september – Kirsten Holst, dansk forfatter (født 1936).
- 25. september – Moses Olsen, grønlandsk politiker (født 1938).
- 26. september – Paul Newman, amerikansk skuespiller (født 1925).
- 28. september – Andrzej Badeński, polsk løber (født 1943).

## Oktober
| - Jörg Haider - Guillaume Depardieu - Studs Terkel |

- 4. oktober – Al Gallodoro, amerikansk jazzmusiker (født 1913).
- 6. oktober – Paavo Haavikko, finsk forfatter (født 1931).
- 7. oktober – George E. Palade, rumænsk cytolog (født 1912).
- 8. oktober – Gidget Gein, amerikansk musiker (født 1969).
- 10. oktober – Alton Ellis, jamaicansk sanger (født 1938).
- 11. oktober – Jörg Haider, østrigsk politiker (født 1950).
- 13. oktober – Guillaume Depardieu, fransk skuespiller (født 1971).
- 13. oktober – Alexej Tjerepanov, russisk ishockeyspiller (født 1989).
- 14. oktober – Barrington J. Bayley, engelsk science-fiction forfatter (født 1937).
- 15. oktober – Palle Jul Jørgensen, dansk teaterleder (født 1943).
- 15. oktober – Lise Togeby, dansk professor (født 1942).
- 16. oktober – Ere Kokkonen, finsk filminstruktør (født 1938).
- 17. oktober – Levi Stubbs, amerikansk R&B-sanger (født 1936).
- 18. oktober – Dee Dee Warwick, amerikansk sangerinde (født 1945).
- 24. oktober – Karen Margrethe Bjerre, dansk skuespiller (født 1942).
- 27. oktober – Heinz Krügel, tysk fodboldspiller (født 1921).
- 28. oktober – Dina Cocea, rumænsk skuespillerinde (født 1912).
- 29. oktober – William Wharton, amerikansk forfatter (født 1925).
- 31. oktober – Studs Terkel, amerikansk forfatter og radiovært (født 1912).

## November
| - Michael Crichton - Miriam Makeba |

- 1. november – Jacques Piccard, schweizisk opdagelsesrejsende og ingeniør (født 1922).
- 1. november – Eric Danielsen, dansk journalist (født 1920).
- 4. november – Michael Crichton, amerikansk forfatter (født 1942).
- 8. november – Mieczysław Rakowski, polsk politiker (født 1926).
- 9. november – Miriam Makeba, sydafrikansk sanger (født 1932).
- 11. november – María Elena Marqués, mexicansk skuespillerinde (født 1926).
- 16. november – Hilmer Hassig, dansk guitarist (født 1960) – trafikulykke.
- 16. november – Hugo Arne Buch, dansk maler, tegner og museumsinspektør (født 1927).
- 17. november – Pete Newell, amerikansk basketballspiller (født 1915).
- 18. november – Anders Lykkebo, dansk filmfotograf, -producent og biografdirektør (født 1946).
- 23. november – Finn Ellerbek-Petersen, dansk præst og missionær (født 1925).
- 23. november – Jytte Enselmann, dansk skuespillerinde (født 1925).
- 29. november – Jørn Utzon, dansk arkitekt (født 1918).
- 29. november – Poul Fløe Svenningsen, dansk journalist og redaktør (født 1919).
- 29. november – Martin Elmer, dansk forfatter (født 1930).
- 30. november – Beatrix Beck, belgisk forfatter (født 1914).

## December
| - Tassos Papadopoulos - Eartha Kitt |

- 2. december – Odetta, afrikansk-amerikansk sangerinde (født 1930).
- 5. december – Aleksej II, 16. patriark af den russisk-ortodokse kirke (født 1929).
- 6. december – Finn Henriksen, dansk filminstruktør (født 1933).
- 6. december – Martha "Sunny" von Bülow, amerikansk millionær (født 1932).
- 9. december – Bent Jensen, dansk rotræner (født 1948).
- 10. december – Henning Christiansen, dansk komponist og billedkunstner (født 1932).
- 10. december – Ebbe Jul Linnemann, dansk overlæge, lektor, psykiater og psykoanalytiker (født 1918).
- 11. december – Bettie Page, amerikansk pin-up model (født 1923).
- 12. december – Tassos Papadopoulos, cypriotisk præsident (født 1934).
- 12. december – Van Johnson, amerikansk skuespiller (født 1916).
- 12. december – D. Carleton Gajdusek, amerikansk virusspecialist (født 1923).
- 15. december – Anne-Catharina Vestly, norsk børnebogsforfatter (født 1920).
- 17. december – Freddy Breck, tysk schlagersanger (født 1942).
- 18. december – William Mark Felt, amerikansk agent (født 1913).
- 19. december – Arne Honoré, dansk journalist og radiovært (født 1922).
- 22. december – Lansana Conté, guineansk præsident (født ca. 1934).
- 24. december – Harold Pinter, engelsk forfatter og dramatiker (født 1930).
- 24. december – Samuel P. Huntington, amerikansk politolog og forfatter (født 1927).
- 25. december – Eartha Kitt, amerikansk sangerinde (født 1927).
- 25. december – F.P. Jac, dansk digter og forfatter (født 1955).
- 26. december – Gösta Krantz, svensk skuespiller (født 1925).
- 27. december – Delaney Bramlett, amerikansk sanger og guitarist (født 1939).
- 29. december – Freddie Hubbard, amerikansk jazz trompetist (født 1938).
- 30. december – Bernie Hamilton, amerikansk skuespiller (født 1928).
- 31. december – Donald E. Westlake, amerikansk forfatter (født 1933).